# Solenangis
Solenangis és un gènere de plantes amb flors de la família de les orquídies (Orchidaceae). És originària de l'Àfrica subsahariana.

## Descripció
Són plantes epífites que creixen sobre les branques dels arbres, sovint fermament adherides al seu suport, raïms completament afil·les i ben desenvolupats. La tija és prima, de vegades simple i molt curta, altres vegades és llarga i sovint ramificada. Les flors són petites en raïms solts o molt densos, sovint nombroses, de color blanc o taronja brillant, destacant per l'esperó ben desenvolupat en comparació amb la resta de la flor. Els sèpals laterals estan lleugerament units a la base. El label sense ungles, que abraça la base de la columna. L'orifici de l'esperó basal està al ginostem. El ginostem és dret sense peu. El clinandri és molt oblic, girat per darrere. El rostel totalment extrors, més llarg que la part posterior del clinandri, amb l'extrem (des de la part inferior del casquet pol·línic) que està llargament penjant, més o menys bífid o dentada apical. L'antera és apendicular frontalment. El pol·lini és sèssil amb una única cauda comuna (engrandida o bífida) i el viscidi és obliquament retrors, formant una mena d'ham a la base de la cauda.

## Taxonomia
El gènere va ser descrit per Friedrich Richard Rudolf Schlechter i publicat a Beihefte zum Botanischen Centralblatt, 36(1): 133, a l'any 1918.
Etimologia
Solenangis: epítet grec composta per dues paraules solen = tub (o pot ser un canal, canal) i angis = atuell; que es refereix al llavi en forma d'embut o en al·lució al llavi infundibuliforme, que mancat de disc, està format íntegrament per un esperó.

## Espècies
Solenangis té cinc espècies:
1. Solenangis clavata (Rolfe) Schltr. - des de Libèria a l'est fins a Ruanda
2. Solenangis conica (Schltr.) L.Jonss. - Guinea Equatorial, Kenya, Tanzània, Malawi, Moçambic, Zimbàbue
3. Solenangis scandens (Schltr.) Schltr - des de Sierra Leone a l'est fins a la República Democràtica del Congo
4. Solenangis wakefieldii (Rolfe) P.J.Cribb & J.Stewart - Somàlia, Kenya, Tanzània
5. Solenangis impraedicta Stévart, Farminhão, Savignac, Marie, Verlynde & Ramand. - Madagascar[4]